# Marian Constantinescu
Marian Constantinescu (n. 8 august 1981, București, România) este un fotbalist profesionist român care în prezent se află în conducerea administrativă a clubului de fotbal FC Brașov, în Liga a II-a.
În cariera sa a jucat la echipe precum Juventus București, Politehnica Timișoara, Jiul Petroșani, Inter Curtea de Argeș, CS Otopeni, Ceahlăul Piatra Neamț, FC Brașov sau Concordia Chiajna.

## Legături externe
- Profil la Romaniansoccer.ro

1. ↑  Marian Constantinescu, Transfermarkt, accesat în 9 octombrie 2017